# Poker Face (Lied)

Lady Gaga, die Sängerin des Liedes

Poker Face ist ein Popsong der US-amerikanischen Sängerin Lady Gaga aus dem Jahr 2008, der von ihr und RedOne geschrieben wurde. Er war die zweite Auskopplung aus ihrem Debütalbum The Fame. 
Das Lied brachte der Sängerin den internationalen Durchbruch und erreichte in zahlreichen Ländern die Spitze der Charts. Mit über 16 Millionen verkauften Einheiten gehört Poker Face zu einem der meistverkauften Songs aller Zeiten. Bei den Grammy Awards 2010 erhielt das Stück eine Auszeichnung in der Kategorie Best Dance Recording.

## Entstehung
Poker Face wurde von RedOne und Lady Gaga geschrieben. Als Musiker wirkten neben Gaga als Sängerin RedOne, Dave Russel, Robert Orton und Gene Grimaldi mit, die auch als Toningenieure genannt werden. Produzent war RedOne.

## Musikalischer Stil
Poker Face ist ein Popsong und folgt stilistisch der ersten Singleauskopplung des Albums, Just Dance. Kerrie Mason von der Musikzeitschrift Billboard schrieb, die Komposition von Poker Face habe einen Hintergrund aus der Urban, Hip-Hop- und Underground-Szene von New York City. Das Lied enthält ein Sample aus dem Refrain von Ma Baker („Ma, Ma, Ma, Ma“) der deutschen Popgruppe Boney M.

## Inhalt
Lady Gaga sagte bei Fox News, dass die Hauptthemen des Songs Sexualität und Bisexualität seien. In einem Interview wurde sie nach der Bedeutung der Zeile „bluffin’ with my muffin“ gefragt; sie erklärte, dass diese Zeile eine Metapher für ihre Vagina sei:

„Offensichtlich ist ‚my pussy’s poker face!‘. Ich übernahm diese Zeile von einem anderen Lied mit dem Titel Blueberry Kisses, das ich geschrieben, aber nie veröffentlicht habe. Es handelt von einem Mädchen, das für ihren Freund darüber singt, wie sie ihn sexuell bereichern wolle. Ich nutzte diese Zeile schließlich für Poker Face. ([Gaga singt]: ‚Blueberry kisses, the muffin man misses them kisses‘.)“

 Die Idee hinter dem Lied sei, eine Beziehung zu einem Mann zu haben, sich aber dennoch für Frauen zu interessieren und sie zu bevorzugen. Also muss der Mann im Liedtext ihr Poker Face, ihr Pokergesicht lesen, um zu verstehen, was sie denkt. In einem anderen Interview erklärte Gaga, dass Poker Face als Popsong geschrieben worden sei und ihren „Rock-’n’-Roll-Freunden“ Tribut zolle.

## Auftritte
Lady Gaga trat mit dem Lied bei zahlreichen Shows auf, wie etwa den AOL Sessions, im Cherrytree House ihrer Plattenfirma Interscope Records oder bei den MTV-Sessions. Ihren Auftritt bei American Idol am 1. April 2009 nannten Kritiker „Alien-Disco-Performance-Kunst“. Cortney Harding von Billboard schrieb: „[Es war] Gagas krönender TV-Moment … in dem sie zeigte, dass sie ein wahrer und mächtiger Popstar ist“. Das Lied wurde fester Bestandteil von Lady Gagas Bühnenprogramm. Bei den Grammy Awards 2010 sang Lady Gaga das Lied zusammen mit Elton John.

## Musikvideo
Die Regie zum Musikvideo von Poker Face führten Ray Kay und Anthony Mandler. Es wurde in der luxuriösen Villa PokerIsland von bwin auf Ibiza gedreht und zeigt vielfach bwin-Pokerequipment als Produktplatzierung.
Das Musikvideo hatte seine Weltpremiere am 22. Oktober 2008. Zu Beginn steigt Lady Gaga aus dem Pool der Villa, sie trägt eine schwarze Maske und einen schwarzen Ganzkörperleotard. Am Poolrand sitzen ihre beiden Hunde. Sie wirft ihre Maske weg und beginnt zu singen. Gaga trägt in dieser Szene einen metallisch glänzenden Aufkleber auf ihrer linken Wange. Eingeblendete Szenen zeigen die Sängerin im Türkisleotard beim Tanz mit mehreren Männern am Pool. Bei einer wilden Party in der Villa kann jeder Tänzer und jede Tänzerin das eigene Glück beim Strip-Poker versuchen. Die Stimmung und Erregung steigt, Küsse und intime Berührungen werden getauscht. Danach sitzt Lady Gaga mit ihrer charakteristischen Pop-Music-Will-Never-Be-Low-Brow-Sonnenbrille wieder am Pool und singt die Hookline „I won’t tell you that I love you“. Zum Schluss ist eine Totale von Lady Gagas Gesicht zu sehen.
In der 19. Episode von Gagas eigener Serie Transmission Gagavision erklärte Lady Gaga die Hauptidee hinter dem Musikvideo von Poker Face. Sie sagte: „Ich wusste, dass ich sexy sein wollte, so dachte ich daran, keine Hosen zu tragen, denn das ist sexy, […] und ich wusste ich wollte futuristisch sein, so dachte ich an Schulterauflagen, denn das ist mein Ding.“ In manchen Versionen des Liedes wurden die Wörter „muffin“ (ein Slang-Begriff für die weibliche Vulva), „Russian Roulette“ und „gun“ durch einen Piepton zensiert.
Im Juni 2009 gewann das Musikvideo in der Kategorie Best International Artist Video bei den MuchMusic Video Awards 2009. Bei den MTV Video Music Awards 2009 wurde das Musikvideo in den Kategorien Video of the Year, Best New Artist, Best Female Video und Best Pop Video nominiert.

## Rezeption

### Kritiken
Priya Ellan von The Times bezeichnete Poker Face als einen der besten Momente des Albums. Die BBC nannte Poker Face eine „fantastische Single“. Bill Lamb von About.com sagte: „Poker Face wird Erfolg im Radio haben, aber es wäre besser geeignet für eine dunkle, schweißnasse Spätnachtparty-Atmosphäre.“ 2011 bezeichnete der Kritiker Colin Larkin Poker Face als „bestes Lady-Gaga-Lied auf Erden“. Er sagte: „Lady Gaga frischte die Popwelt in den Vereinigten Staaten und dem Vereinigten Königreich zum besten Zeitpunkt auf. Dank Poker Face wartet jeder auf den nächsten Schritt von Lady Gaga.“ Chris Williams von Billboard lobte das Stück ebenfalls: „Das Lied besitzt alles, 80er inspirierte Synthesizer, Robotergesang, eine warme, sonnige Hookline im Refrain, die um ein Vielfaches besser ist als auf der ersten Single (Just Dance) (…) Gaga spielt mit ihren Karten, und sie spielt richtig, Poker ist somit ein weiteres kitschiges Erfolgsstück von Lady Gaga.“
Andy Downing von The Chicago Tribune sagte, das Lied repräsentiere und inspiriere ihre Fame Ball Tour. Evan Sawdey von PopMatters.com bezeichnete Poker Face und Paparazzi folgendermaßen: „Beide Lieder orientieren sich am erfolgreichen Just Dance, damit hat Lady Gaga die elektronische Musik revolutioniert, indem sie diese Musik wieder hittauglich gemacht hat.“ Die Zeitschrift Rolling Stone verglich die Akustikversion des Liedes, welches Gaga auf ihrer The Fame Ball Tour spielte, mit der Musik von Amy Winehouse und bezeichnete die Akustikversion von Poker Face als „bluesig“. Erika Hobert von der Zeitung New Times Broward-Palm Beach bezeichnete das Lied als „trashigen Europop“.

### Preise
Bei den Grammy Awards 2010 wurde das Lied in den Kategorien Song of the Year, Record of the Year und Best Dance Recording nominiert und gewann in der letzteren Kategorie. Der Rolling Stone listete das Lied auf Platz 96 der „100 besten Lieder der 2000er-Dekade“. Im Oktober 2011 platzierte die Zeitschrift NME das Stück auf Platz 103 der „150 besten Songs der letzten 15 Jahre“.
- 2009: The Record of the Year
- 2009: MuchMusic Video Award
- 2009: Premios Oye
- 2009: Channel [V] Thailand Music Video Award
- 2009: Los Premios MTV Latinoamérica
- 2010: World Music Award
- 2010: MTV Video Music Award (Japan)
- 2010: BMI Award
- 2010: Grammy

## Kommerzieller Erfolg

### Chartplatzierungen
In den USA wurde Poker Face im September 2008 veröffentlicht, als der Vorgänger Just Dance erst wenige Wochen in den Charts war. Erst nachdem dieses Lied auf Platz 1 gestiegen war, wurde auch Poker Face zum Hit. Dem Sprung an die Chartspitze in den USA ging unter anderem ein Auftritt von Lady Gaga in der achten Staffel von American Idol voraus. Obwohl es nur eine Woche auf Platz 1 blieb, war es das zweiterfolgreichste Lied des Jahres in den Vereinigten Staaten. Nach Christina Aguilera war Lady Gaga die zweite Interpretin, die mit ihren ersten beiden Singles bis ganz nach oben in den Charts kam. Beide Lieder verkauften sich alleine in den USA über sechs Millionen Mal, womit Lady Gaga laut Nielsen Soundscan die erste Sängerin überhaupt war, die in den USA mit zwei Liedern diese Marke übertreffen konnte.
In Australien und Neuseeland erschien das Lied Ende 2008 und erreichte noch 2008 die Spitzenposition, die es acht bzw. zehn Wochen lang behauptete. Auch nach der Veröffentlichung in Europa Anfang 2009 kam es in den meisten Ländern in kurzer Zeit auf Platz 1. In Deutschland nahm es 13 Wochen, in Österreich 12 Wochen, in der Schweiz acht Wochen die Spitzenposition ein. In allen drei Ländern war es das erfolgreichste Lied des Jahres. In Großbritannien, Deutschland und der Schweiz hielt das Lied sich zudem über 70 Wochen in den Charts.
| ChartsChartplatzierungen       | Höchstplatzierung | Wochen |
| ------------------------------ | ----------------- | ------ |
| Deutschland (GfK)              | 1 (77 Wo.)        | 77     |
| Österreich (Ö3)                | 1 (60 Wo.)        | 60     |
| Schweiz (IFPI)                 | 1 (73 Wo.)        | 73     |
| Vereinigte Staaten (Billboard) | 1 (40 Wo.)        | 40     |
| Vereinigtes Königreich (OCC)   | 1 (84 Wo.)        | 84     |

| ChartsJahrescharts (2009)      | Platzierung |
| ------------------------------ | ----------- |
| Deutschland (GfK)              | 1           |
| Österreich (Ö3)                | 1           |
| Schweiz (IFPI)                 | 1           |
| Vereinigte Staaten (Billboard) | 2           |
| Vereinigtes Königreich (OCC)   | 1           |

| ChartsJahrescharts (2000–2009) | Platzierung |
| ------------------------------ | ----------- |
| Österreich (Ö3)                | 4           |
| Vereinigte Staaten (Billboard) | 42          |

### Auszeichnungen für Musikverkäufe
In Deutschland war Poker Face mit 500.000 verkauften Einheiten das Lied, das bis dahin am häufigsten als Download verkauft worden war. Im Februar 2023 wurde es mit einer vierfachen Platin-Schallplatte für über 1,2 Millionen verkaufte Einheiten ausgezeichnet. Das Stück zählt damit zu den meistverkauften Singles des Landes. In den Vereinigten Staaten erreichte die Single Diamantstatus mit über zehn Millionen verkauften Einheiten. Auch in Großbritannien war Poker Face der bis dahin erfolgreichste Downloadtitel und verkaufte sich bislang über 1,8 Millionen Mal. Weltweit wurde der Song über 16 Millionen Mal verkauft.
| Land/Region                  | Auszeichnungen für Musikverkäufe (Land/Region, Auszeichnung, Verkäufe)                               | Verkäufe   |
| ---------------------------- | --- | ---------- |
| Australien (ARIA)            | 15× Platin                                                                                           | 1.050.000  |
| Belgien (BRMA)               | Platin                                                                                               | 30.000     |
| Brasilien (PMB)              | Diamant                                                                                              | 250.000    |
| Dänemark (IFPI)              | 2× Platin                                                                                            | 30.000     |
| Deutschland (BVMI)           | 4× Platin                                                                                            | 1.200.000  |
| Finnland (IFPI)              | Platin                                                                                               | 14.227     |
| Frankreich (SNEP)            | — | 300.000    |
| Griechenland (IFPI)          | 2× Platin                                                                                            | 40.000     |
| Italien (FIMI)               | 2× Platin                                                                                            | 60.000     |
| Japan (RIAJ)                 | Platin (Downloads) · + Platin (Mobile Downloads) · + Platin (Mobile Downloads, LLG VS GLG Radio Mix) | 750.000    |
| Kanada (MC)                  | Diamant                                                                                              | 800.000    |
| Neuseeland (RMNZ)            | 5× Platin                                                                                            | 150.000    |
| Norwegen (IFPI)              | 4× Platin                                                                                            | 240.000    |
| Österreich (IFPI)            | 3× Platin                                                                                            | 90.000     |
| Schweden (IFPI)              | 2× Platin                                                                                            | 40.000     |
| Schweiz (IFPI)               | 3× Platin                                                                                            | 90.000     |
| Spanien (Promusicae)         | 2× Platin                                                                                            | 40.000     |
| Südkorea (KMCA)              | — | 673.219    |
| Vereinigte Staaten (RIAA)    | Diamant                                                                                              | 10.000.000 |
| Vereinigtes Königreich (BPI) | 4× Platin                                                                                            | 2.400.000  |
| Insgesamt                    | 53× Platin · 3× Diamant ·                                                                            | 18.247.446 |

Hauptartikel: Lady Gaga/Auszeichnungen für Musikverkäufe

## Coverversionen
- The ReBeatles Project (2010) im Stil der Beatles auf ihrem Album Get Back
- Meg Pfeiffer (2010) im Country-Musik-Stil
- Glee Cast (2010)
- The Baseballs (2010)
- Weird Al Yankovic, als Hauptbasis für das Polkamedley Polka Face mit verändertem Text
- Simone Kermes: die Sopranistin nahm den Song im Stil einer barocken Arie (Arrangement von Jarkko Riihimäki) für ihr Album Inferno e Paradiso (2020) auf.